# Campeonato Mundial de Triatlón de 1998
El X Campeonato Mundial de Triatlón se celebró en Lausana (Suiza) el 30 de agosto de 1998 bajo la organización de la Unión Internacional de Triatlón (ITU) y la Federación Suiza de Triatlón.

## Resultados
| Evento    | Oro                       | Plata                     | Bronce                          |
| --------- | ------------------------- | ------------------------- | ------------------------------- |
| Masculino | Simon Lessing Reino Unido | Paul Amey Reino Unido     | Miles Stewart Australia         |
| Femenino  | Joanne King Australia     | Michellie Jones Australia | Evelyn Williamson Nueva Zelanda |

### Masculino
| Puesto            | Triatleta     | País        |       |         |       | Final   |
| ----------------- | ------------- | ----------- | ----- | ------- | ----- | ------- |
| Medalla de oro    | Simon Lessing | Reino Unido | 17:43 | 1:04:19 | 31:14 | 1:55:30 |
| Medalla de plata  | Paul Amey     | Reino Unido | 18:11 | 1:03:47 | 31:43 | 1:55:57 |
| Medalla de bronce | Miles Stewart | Australia   | 18:14 | 1:03:35 | 31:54 | 1:56:04 |

### Femenino
| Puesto            | Triatleta         | País          |       |         |       | Final   |
| ----------------- | ----------------- | ------------- | ----- | ------- | ----- | ------- |
| Medalla de oro    | Joanne King       | Australia     | 20:00 | 1:09:16 | 35:43 | 2:07:25 |
| Medalla de plata  | Michellie Jones   | Australia     | 19:40 | 1:09:32 | 36:25 | 2:08:03 |
| Medalla de bronce | Evelyn Williamson | Nueva Zelanda | 19:53 | 1:09:16 | 36:30 | 2:08:12 |

## Medallero
| Núm. | País          | Oro | Plata | Bronce | Total |
| ---- | ------------- | --- | ----- | ------ | ----- |
| 1    | Australia     | 1   | 1     | 1      | 3     |
| 2    | Reino Unido   | 1   | 1     | 0      | 2     |
| 3    | Nueva Zelanda | 0   | 0     | 1      | 1     |
|      | TOTAL         | 2   | 2     | 2      | 6     |